# Ancyloscelis nigricornis
Ancyloscelis nigricornis är en biart som beskrevs av Juan Manuel Rodriguez och Roig-alsina 2004. Ancyloscelis nigricornis ingår i släktet Ancyloscelis och familjen långtungebin. Inga underarter finns listade i Catalogue of Life.